# Sinister
Sinister (br: A Entidade) é um filme anglo-americano de 2012, do gênero terror sobrenatural, dirigido por Scott Derrickson e escrito por C. Robert Cargill e Derrickson. O enredo gira torno de Ellison Oswalt (interpretado por Ethan Hawke), um escritor de crimes reais em dificuldades criativas, cuja descoberta de filmes snuff que retratam assassinatos horríveis em sua nova casa coloca sua família em perigo. Juliet Rylance, Fred Thompson, James Ransone, Clare Foley e Michael Hall D'Addario aparecem em papéis coadjuvantes.
Sinister foi inspirado em um pesadelo que Cargill teve depois de assistir ao filme The Ring (2002).  As filmagens começaram no outono de 2011 em Long Island, Nova Iorque, com um orçamento de 3 milhões de dólares. Com intuito de aumentar a autenticidade dos filmes caseiros antigos e dos filmes snuff, as sequências Super 8 foram filmadas em câmeras Super 8 reais.
A obra estreou no festival SXSW em 10 de março de 2012 e foi lançada no Reino Unido em 5 de outubro; nos Estados Unidos, 12 de outubro. Os críticos elogiaram as atuações, direção, cinematografia e atmosfera, mas criticaram o uso de jump scare e outros clichês de terror. Foi um sucesso de bilheteria, arrecadando 87,7 milhões de dólares. O filme desenvolveu uma reputação de assustador e é considerado um clássico cult. Um estudo realizado pela Broadband Choices em 2020 nomeou-o como o filme mais assustador já feito, com base em uma análise da frequência cardíaca do espectador.
Uma sequência foi lançada em 2015.

## Sinopse
Ellison (Ethan Hawke) é um escritor que acaba de se mudar com a família. No sótão da nova casa ele descobre antigos rolos de filme, que trazem pessoas sendo assassinadas na casa misteriosamente. Intrigado com o que eles representam, ele decide investigar os assassinatos, mas não sabia que estava colocando sua própria família em perigo.

## Elenco
- Ethan Hawke .... Ellison Oswalt
- Juliet Rylance .... Tracy Oswalt
- Fred Thompson .... Xerife
- James Ransone .... Policial "Fulano de Tal"
- Clare Foley .... Ashley Oswalt
- Michael Hall D'Addario .... Trevor Oswalt
- Vincent D'Onofrio .... Professor Jonas
- Nicholas King .... Mr Boogie

## Recepção
Sinister tem classificação de 63% em base de 154 críticas, no Rotten Tomatoes, que publicou um consenso: "Seu enredo gira em torno do comportamento de um filme de terror tipicamente implausível e recicla inúmeros clichês do gênero, mas Sinister oferece um número surpreendente de reviravoltas diabólicas". No agregador Metacritic, o filme tem um índice de 53/100, baseado em 30 resenhas, indicando "críticas mistas".